# West Garo Hills
West Garo Hills is een district van de Indiase staat Meghalaya. In 2001 telde het district 515.813 inwoners (op een oppervlakte van 3714 km². Het zuidwestelijke gedeelte splitste zich in 2012 echter af en vormt sindsdien het district South West Garo Hills.
Garo Hills:
East Garo Hills · North Garo Hills · South Garo Hills · South West Garo Hills · West Garo Hills · 
Khasi Hills:
East Khasi Hills · South West Khasi Hills · West Khasi Hills · Ri-Bhoi 
Jaintia Hills:
East Jaintia Hills · West Jaintia Hills